# Antonio Carlos Ortega
Antonio Carlos Ortega Pérez, född 14 juli 1971 i Málaga, är en spansk handbollstränare och före detta handbollsspelare (högernia/högersexa). Som spelare var han med och tog OS-brons 2000 i Sydney. Sedan 2021 är han tränare för FC Barcelona.

## Klubbar
Som spelare
- BM Málaga (–1994)
- FC Barcelona (1994–2005)

Som tränare
- BM Antequera (2005–2011)
- MKB-MVM Veszprém (2012–2015)
- KIF Kolding København (2016–2017)
- TSV Hannover-Burgdorf (2017–2021)
- FC Barcelona (2021–)